# 10310 Delacroix
10310 Delacroix este o planetă minoră (asteroid), cu un diametru de 6,981 km, din centura de asteroizi. A fost descoperită pe 16 august 1990 la Observatorul European Austral de Eric Walter Elst și a fost numită după Eugène Delacroix. 
Obiectul prezintă o orbită caracterizată de o semiaxă mare de 2,3404042 UAi, o excentricitate de 0,11, o înclinație de 3,31706 ° în raport cu ecliptica.